# 핌블핌블
《핌블핌블》(Fimbles)은 2003년 6월 23일부터 2004년 10월 29일까지 방송되었던 BBC와 KBS 2TV에서 만든 어린이용 TV 시리즈다.

## 방송 일시
| 방송 채널 | 방송일                             | 방송 시간 |
| --------- | ---------------------------------- | --------- |
| BBC       | 2001년 9월 3일 ~ 2004년 10월 29일  | 종료      |
| KBS 2TV   | 2003년 6월 23일 ~ 2004년 10월 29일 | 종료      |

## 내용
'꼬꼬마 텔레토비' 성공 신화를 재현할 매력 만점의 캐릭터가 등장했다. 지난 달 23일부터 KBS2 TV를 통해 방송되고 있는 유아용 교육프로그램 '핌블핌블'(매주 평일 오후 5시 5분)의 세 주인공 핌보ㆍ아로ㆍ뽀나가 그것. 핌보ㆍ아로ㆍ뽀나는 명랑하고 낙천적이며 천진난만한 어린이의 마음을 가진 핌 블 종족의 일원이다. 핌블 종족은 곰 같기도 하고 하마 같기도 한 개성 있는 생김새를 갖고 있는 상상의 동물. 뭔가 찾을 것이 주변에 나타났을 때 손가락 끝의 감지기가 작동하는 특이한 체질을 갖고 있다. 세 캐릭터 핌보ㆍ아로ㆍ뽀나는 자신들이 처음으로 찾아내는 물건들을 만져보고 탐구하는 것을 무척 좋아한다. 그들이 찾아내는 물건들은 사람이 만든 물건들뿐만 아니라 솔방울 같은 자연물 , 나아가 색깔이나 바람 같은 추상적인 개념까지도 포함한다. '핌블핌블'이 '꼬꼬마 텔레토비'의 성공 신화를 이어나갈 것으로 기대되고 있는 것은 캐릭터 인기를 뒷받침해줄 TV 프로그램이 재미와 교육성을 두루 갖추 고 있기 때문. 매일 새로운 에피소드와 함께 귀여운 캐릭터들이 춤과 노래로 이야기를 이끌어 나가는 어린이 뮤지컬 형식의 TV 프로그램은 어린이 시청자들의 눈과 귀를 사 로잡을 것으로 기대되고 있다. 또한 핌보ㆍ아로ㆍ뽀나 세 주인공들이 즐기는 ' 찾기 놀이'는 유아들이 접할 수 있는 물건들을 이용해 유아들의 호기심을 자극 하며 문제해결 능력과 창의력을 키워준다. '핌블핌블'의 국내 캐릭터 사업을 진행하고 있는 KT 하이텔의 김용호 팀장은 " '핌블핌블' TV 프로그램은 어린이들이 즐기는 반복적인 대사와 간단한 게임 노 래 놀이 등을 통해 어린이들이 쉽고 재밌게 즐길 수 있도록 구성돼 있다"며 "T V 프로그램의 인기를 바탕으로 캐릭터 사업도 호조를 보이게 될 것으로 기대한 다"고 말했다. 한편 영국 BBC가 '꼬꼬마 텔레토비' 후속작으로 제작한 교육용 프로그램 '핌블 핌블'은 이미 영국과 호주 등에 방영돼 폭발적인 인기를 누리고 있으며 핌블 캐릭터는 현재 영국 BBC 캐릭터 중 상품 판매 1위를 자랑하고 있다.

## 등장인물

### 핌블핌블 멤버
- 핌보 (Fimbo, 노란색, 초록색)는 장난기 넘치는 명랑한 캐릭터로 5살정도의 소년을 대상화한다.
- 아로 (Florrie, 보라색, 하늘색)는 호기심 많고 모험심이 강하고 춤추고 노래하는 것을 좋아한다. 4살 수준의 언어와 이해력이 있다.
- 뽀나 (Baby Pom, 분홍색, 초록색)는 가장 어리고 재미난 캐릭터로 춤추기와 흉내내기를 좋아한다. 독립적이면 고집스럽기도한다. 그리고 장난감 차를 몰고 다닌게 좋아한다.

### 다른 등장인물
- 굴리 (Rockit)
- 또또 아줌마 (Bessie)
- 두치 아저씨 (Roly Mo)

## 목소리 출연
- 변영희 : 핌보 역
- 조진숙 : 아로 역
- 은영선 : 뽀나 역
- 이재명 : 굴리 역
- 성선녀 : 또또 아줌마 역
- 이장원 : 두치 아저씨 역